# カルロス・チャベス
カルロス・アントニオ・デ・パドゥア・チャベス・イ・ラミレス（スペイン語: Carlos Antonio de Padua Chávez y Ramírez, 1899年6月13日 - 1978年8月2日）は、メキシコの作曲家、指揮者、音楽教育者。メキシコシティ近郊のポポトラ生まれ。

## 経歴
彼の音楽は、メキシコの民族音楽とネイティブアメリカンの音楽、さらにはスペイン風メキシコ音楽の特徴を持つ。それは、ブラジルの音楽家ヴィラ＝ロボスと並んで中南米の現代クラシック音楽としては衝撃的でもあった。
彼は、作曲面においても音楽評論の面でも非常な多産家でもあった。全作品は、5つのバレエ音楽、6曲の交響曲、4曲の協奏曲、1曲のオペラとカンタータ、さらには数え切れないほどの声楽曲、ピアノ曲、室内アンサンブル曲となっている。
さらに彼は、2冊の本を書いている。書名は、「来るべき新音楽 (Toward A New Music)」と「音楽と電気学 (Music and Electricity)」であり、この本は新音楽の考察に関する貢献と基本的な書籍となった。そして、音楽評論家として200以上の記事を雑誌等に投稿している。
チャベスは、主としてピアニストとしてトレーニングを受けており、作曲技術に関しては指導者から独立して身に着けたものと考えられている。彼が青年に達した時期は、ちょうどメキシコ革命の終わりの時期にあたり、国民音楽の希求された時代にあたる。そのような時に、土着のネイティブ・アメリカン文化や民俗音楽の調査等によって、生み出された先見性は、20世紀のメキシコ音楽に新たな可能性を開いた。
チャベスの音楽は、管弦楽曲の要素及び構成上で、自国の楽器の使用やポリリズム、クロスリズム、シンコペーションからなる不規則な拍子等を重要な特徴としている。作品としては、交響曲 第1番「アンティゴナ」（英語: Sinfonía de Antígona）、交響曲 第2番「インディオ」（英語: Sinfonía india）や交響曲 第4番「ロマンティック」（英語: Symphony No. 4 (Chávez)）や、「マーサーグラハムのためのバレエ音楽」 (La Hija de Cólquide，"The Dark Meadow") に見られるように。
1958年には、ハーバード大学の首席詩学者であったチャールズ・エリオット・ノートン (Charles Eliot Norton) の求めに応じて講義を行い、また、メキシコではメキシコ国立音楽院（Conservatorio Nacional de Música）の院長に就任した。さらに、メキシコ交響楽団を組織し、その音楽監督に就任しました。指揮者としての活動としては、アメリカ合衆国、ヨーロッパ及びラテンアメリカの主要なオーケストラの指揮も行った。ショスタコーヴィッチの交響曲「レニングラード」のソヴィエト国外初演者として挙手したのでも有名である。
これらの業績により、アメリカ芸術科学アカデミー及びアメリカ芸術文学協会の名誉会員の称号を贈られた。

## 文献
- Chávez, C. 1997-, Obras, ed. Gloria Carmona. El Colegio Nacional. (vol. 1: "Escritos periodísticos (1916-1939)". "vol. 2: 1940-1949")
- Moreno Rivas, Y. (1995). Rostros del Nacionalismo en la música mexicana: Un ensayo de interpretación, 2a. ed. México: Escuela Nacional de Música/Universidad Nacional Autónoma de México.
- Parker, R. L. (1983). Carlos Chávez, Mexico's Modern-Day Orpheus. Twayne's Music Series. Boston: Twayne Publishers. ISBN 0-8057-9455-7.
- Parker, R. L. (1998). Carlos Chávez: A Guide to Research. Composer Resource Manuals 46; Garland Reference Library of the Humanities 1925. NY: Garland. ISBN 0-8153-2087-6.
- Parker, R. L. (2001). Chávez (y Ramírez), Carlos (Antonio de Padua). The New Grove Dictionary of Music and Musicians, ed. Stanley Sadie and John Tyrrell. London: Macmillan.
- Torres-Chibras, A. R. (2002). José Pablo Moncayo, Mexican Composer and Conductor: A Survey of His Life with a Historical Perspective of His Time. DMA diss., University of Missouri, Kansas City. Ann Arbor, MI: University Microfilms International. ISBN 0-493-66937-X.
- Torres-Chibrás, A. (2009). José Pablo Moncayo: Mexico's Musical Crest. Saarbrücken: LAP Lambert Academic Publishing.